# Ядерное испытание № 6
Ядерное испытание № 6 — кодовое название первого в Китае испытания трёхэтапной термоядерной бомбы, а также шестое испытание атомных бомб в Китае. Взрыв был произведён на полигоне Лоб-Нор в окрестности озера Лоб-Нор в уезде Малань, Синьцзян-Уйгурский автономный район, 17 июня 1967 года. После завершения этого испытания Китай стал четвёртой в мире термоядерной державой после СССР, США и Великобритании. Бомба была сброшена с самолёта марки Hong-6 (аналог советского самолёта Ту-16), на парашюте спущена до высоты 2960 метров, где был произведён взрыв. Бомба была трёхэтапной со взрывателем на базе элемента уран-235 и с использованием урана-238 в качестве оболочки заряда. Мощность взрыва составляла 3,3 мегатонн.
Полноценная боевая водородная бомба была испытана всего через 32 месяца после испытания первой атомной бомбы. Это самый быстрый в истории период таких разработок. Только в начале своей ядерной программы Китай получал поддержку СССР, но потом отношения с СССР сильно ухудшились и около 1960 года СССР полностью прекратил помощь и отозвал специалистов. Ядерное испытание номер 6 было подготовлено Китаем уже без помощи зарубежных консультантов, вопреки международным санкциям со стороны СССР и США.
Китай поставил цель разработать термоядерную бомбу мощностью как минимум в одну мегатонну, которую можно было бы сбросить с самолёта или направить к цели с помощью баллистической ракеты. Несколько испытаний показало, что Китаю удалось справиться с этой задачей.